# Jackie Collins
Jackie Collins (* 4. října 1937, Hampstead, Londýn, Anglie — 19. září 2015, Beverly Hills, Kalifornie, USA) byla anglická spisovatelka. Napsala celkem 32 románů, přičemž všechny se objevily v seznamu bestsellerů dle New York Times.

## Život
Jackie Collins se narodila 4. října 1937 v Londýně jako mladší sestra filmové herečky Joan Collinsové. Její matka byla tanečnice a otec agent filmových hvězd. Jackie studovala na škole Francis Holland School, ze které je v 15 letech vyloučili. Během tohoto období údajně měla poměr s tehdy devětadvacetiletým Marlonem Brandem. Později se Collinsová se svojí starší sestrou Joan přestěhovala do Hollywoodu. Její sestra se stala herečkou a ona se o to také v několika nízkorozpočtových filmech pokoušela, pak se ale rozhodla již herectví nevěnovat. Poprvé se vdala za obchodníka Wallace Austina, se kterým měla dceru Tracy a roku 1964 se s ním rozvedla. O rok později, roku 1965, se Collinsová provdala za milionáře Oscara Lermana, se kterým později měla dvě dcery; Tiffany a Rory. Lerman ale roku 1992 zemřel a Jackie se již nikdy neprovdala, pouze na konci života žila s přítelem Frankem Calcangninim.
Jackie Collins zemřela 19. září 2015 v Beverly Hills na rakovinu prsu. Rakovina prsu jí byla diagnostikována již šest let před smrtí, ale ona se o tom médiím nezmiňovala. Sama její sestra Joana se o nemoci mladší sestry dozvěděla až dva týdny před Jackiinou smrtí.

## Kariéra
Roku 1968 se odhodlala publikovat svoji první knihu; Svět je plný ženatých mužů. Sama Collinsová přiznává, že hlavním prostředkem jejího zviditelnění byl právě její druhý manžel, americký milionář Oscar Lerman. Později vydala Collinsová román Hollywoodské manželky, který obsadil první místo v žebříčku bestsellerů New York Times. Právě tato kniha je jejím nejznámějším dílem. Knihy Collinsové byly především o milostných avantýrách, penězích a alkoholu.

### Díla
- Americká hvězda
- Bestie
- Bohyně pomsty
- Hollywoodské děti
- Hollywoodské rozvody
- Hollywoodští manželé
- Hříšníci
- Kudlanky
- Lady Boss
- Lucky
- Milenci a hazardní hráči
- Milenci a mstitelé
- Naivní mrcha
- Nebezpečná žena
- Nebezpečný polibek
- Nová generace Hollywoodských žen
- Osvícenství - věk rozumu
- Plavba za všechny prachy
- Pomsta Lucky
- Posedlost v L. A.
- Procitnutí v L. A.
- Rocková hvězda
- Šance
- Smrtelné objetí
- Smrtelné pokušení
- Svět je plný rozvedených žen
- Svět je plný ženatých mužů
- Vzrušení
- Ženatí milenci
- Známosti v L. A.
- Zpověď divošky,
- Hřebec